# Гремячка (Челябинская область)
Гремячка — упразднённый посёлок в Ашинском районе Челябинской области. На момент упразднения входил в состав Укского сельсовета. Исключен из учётных данных в 1982 году.

## География
Располагался на западе района, у горы Куликова, на ручье Гремячий (приток реки Ук), в 3 км (по прямой) к востоку от посёлка Ук.

## История
До 1917 года посёлок входил в состав Ашинской волости Уфимского уезда Уфимской губернии. По данным на 1926 год печи Гремячинские состояли из 6 хозяйств. В административном отношении входили в состав Ашинского поссовета Миньярского района Златоустовского округа Уральской области.
По данным на 1970 год посёлок Гремячка входил в состав Укского сельсовета, в нём располагался лесоучасток.
Постановлением Челябинского облисполкома № 606 от 28.12.1982 года посёлок исключен из учётных данных.

## Население
По данным переписи 1926 года на печах проживало 26 человек (16 мужчин и 10 женщин), в том числе: русские — 100 % населения.
Согласно результатам переписи 1970 года в посёлке проживало 12 человек.